# Кюссе (станция метро)
«Кюссе́» (фр. Cusset) — станция линии А Лионского метрополитена.

## Расположение
Станция находится в пригороде Лиона, коммуне Виллёрбан. Платформа станции расположена под проспектом Эмиль Золя (фр. cours Émile Zola) в районе его пересечения с улицами 4 августа 1789 (фр. rue du 4 août 1789) и Пьер Баратен (фр. rue Pierre Baratin). Вход на станцию производится с  проспекта Эмиль Золя и улицы Пьер Баратен.

## Особенности
Станция открыта 2 мая 1978 года в составе первой очереди Лионского метрополитена от станции Перраш до станции Лоран Бонве — Астробаль.  Состоит из двух путей и двух боковых платформ.  Пассажиропоток в 2006 году составил 157 099 чел./мес.

## Происхождение названия
Станция названа по одноимённому историческому кварталу Виллёрбана, в котором она находится.

## Достопримечательности
- Муниципальный спортивный комплекс Ирис
- Стадион Буарон Гранже

## Наземный транспорт
Со станции существует пересадка на следующие виды транспорта:

  — «главный» автобус